# Harris Corporation
La Harris Corporation è una società internazionale con sede in Florida che si occupa del settore della comunicazione e dell'informazione tecnologica producendo apparecchiature di comunicazione wireless, attrezzature per sistemi elettronici, antenne terrestri e per lo spazio. Destinatari: il Governo degli Stati Uniti, la difesa, le aziende commerciali.
La Harris Corporation è una delle prime 100 aziende federali ed è quotata alla Borsa di New York. ed ha il maggior numero di dipendenti nella contea di Brevard in Florida (sono circa 6.400 gli impiegati in questa azienda sui 17.000 dipendenti totali della Harris). La società telefonica Digital Systems (DTS), che era una divisione di Harris, è stata poi venduta alla Teltronics; dallo scorporo inoltre della divisione di produziuone dei semiconduttori (Harris Semiconductor) venne creata la Intersil.

## Storia

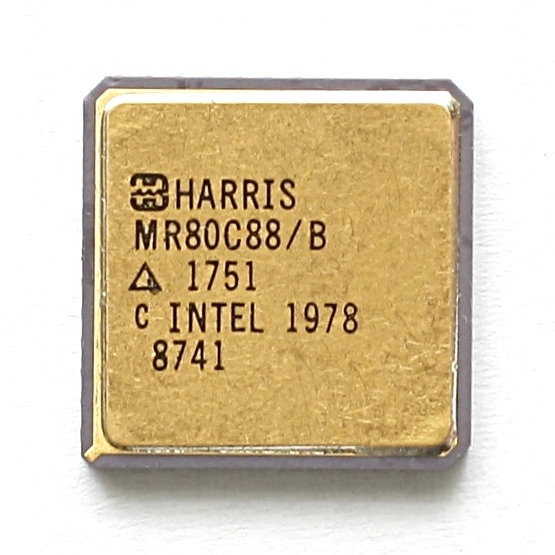
Il processore Harris MR80C88

All'inizio l'azienda è fondata con il nome di Harris Automatic Press Company con sede in Niles, in Ohio nel 1895. 
Nei successivi sessant'anni l'azienda ha sviluppato le sue competenze nella litografia, nei processi e nelle macchine da stampa.
In seguito, nel 1957, acquisisce la Intertype Corporation e la Gates Radio, una delle più grandi aziende di elettronica di trasmissione. In questo modo espande le proprie conoscenze nella trasmissione e nel typesetting.
Nel 1959 rileva la PRD Electronics di Brooklyn, ampliando le proprie capacità nella tecnologia delle microonde.
Nel 1967 la Radiation, Inc. di Melbourne si fonde con la Harris Corporation. La Radiation, Inc. era uno sviluppatore di antenne, circuiti integrati, modem: sfruttava le proprie conoscenze sui semiconduttori; in seguito questo ramo dell'azienda darà origine all'Intersil nel 1999, e la sede della società sarà spostata da Cleveland a Melbourne nel 1978.
Nel 1969 la Harris Corporation  acquisisce la RF Communications Corporation e la Farinon, e continua il suo sviluppo nei prodotti a microonde. 
La apparecchiature per la stampa sono vendute nel 1983, prenderanno il nome di GSS Printing Equipment e in seguito saranno acquisite dalla Lanier Worldwide, che è stata affiliata alla Harris Corporation sino alla fine degli anni novanta. Nel 1980 la Harris compra la parte dell'azienda Radio Corporation of America che si occupava dei semiconduttori. Questo avviene dopo l'acquisizione della stessa RCA da parte della General Electric. In seguito questa divisione sarà venduta alla Texas Instruments.
Nel 2005 la società ha speso 870 milioni di dollari in ricerca e sviluppo. Sviluppando un computer portatile utilizzato durante il censimento degli Stati Uniti del 2010: l'accesso protetto tramite scorrimento dell'impronta digitale garantisce che solo l'utente verificato abbia potuto accedervi. Nel gennaio 2011 la Harris Corporation ha riaperto la sua attività di avionica di Calgary, Alberta, con la Harris Canada Inc. L'ampliamento della struttura è dovuto anche ad un contratto (valore di 273 milioni di dollari) della durata di sei anni con il governo del Canada per il programma CF-18 Avionics Optimized Weapon System Support (OWSS).
Nel dicembre 2012 Harris Corporation vende per 225 milioni di dollari le sue attività di trasmissione di apparecchiature al Gruppo Gores che operava come Harris Broadcast e ora è GatesAir. Nel maggio 2015 acquisisce la concorrente Exelis Inc., operazione che quasi raddoppia le dimensioni dell'azienda. Due mesi più tardi, in luglio, vende la divisione sanitaria Harris Healthcare Solutions a NantHealth.
Nel gennaio 2017 Harris cede la divisione servizi IT del governo a Veritas Capital per 690 milioni di dollari.

## Chief executives
| Nome              | Titolo                     | Periodo                      |
| ----------------- | -------------------------- | ---------------------------- |
| Alfred S. Harris  | Presidente                 | 1895 – 1947                  |
| Vernon Mitchell   |                            | 1947 – 1955                  |
| George S. Dively  | Chairman & CEO             | 1955 – 1972                  |
| Richard B. Tullis | Chairman & CEO             | 1972 – 1978                  |
| Richard B. Tullis | Chairman & CEO             | 1972 – 1978                  |
| Joseph A. Boyd    | Chairman & CEO             | 1978 – 1987                  |
| John T. Hartley   | Chairman & CEO             | 1987 – Giugno 1995           |
| Phillip W. Farmer | Chairman, CEO & Presidente | Luglio 1995 – Gennaio 2003   |
| Howard L. Lance   | Chairman, CEO & Presidente | Febbraio 2003 – Ottobre 2011 |
| William M. Brown  | CEO & Presidente           | Novembre 2011 – Oggi         |

## Consiglio di amministrazione
- William M. Brown - Amministratore Delegato
- Howard L. Lance - Presidente del Consiglio
- Thomas A. Dattilo
- Terry D. Growcock
- Lewis Hay III
- Karen Katen
- Stephen P. Kaufman
- Leslie F. Kenne
- B. David Rickard
- Dr. James C. Stoffel
- Gregory T. Swienton
- Hansel E. Tookes II